# Arhythmorhynchus teres
Arhythmorhynchus teres är en hakmaskart som beskrevs av Van Cleave 1920. Arhythmorhynchus teres ingår i släktet Arhythmorhynchus och familjen Polymorphidae. Inga underarter finns listade i Catalogue of Life.